# Martin Schmitz Verlag
Der Martin Schmitz Verlag wurde 1989 vom Galeristen und Architekten Martin Schmitz in Kassel gegründet und zog einige Jahre später nach Berlin. Er veröffentlicht vorwiegend Werke, die zwischen den einzelnen Kategorien liegen oder sich diesen Definitionen auf unterschiedliche Weise entziehen und dadurch nicht leicht einsortiert werden können.
Beispiele dafür sind die Bücher „Autobigophonie“ von Françoise Cactus, „Blue“ von Derek Jarman oder „Blue Tit“ von Wolfgang Müller. Weitere Autoren des Verlages sind die Filmemacher Elfi Mikesch, Heinz Emigholz und Rosa von Praunheim.
Seit 1991 gibt Martin Schmitz mit Wolfgang Müller, dem Kopf der Gruppe Die Tödliche Doris, regelmäßig Bände über das Werk dieser Band heraus. Im Jahr 2004 erschien ein erster Band aus dem Nachlass des Schweizer Landschaftsgestalters und Architekturhistorikers Lucius Burckhardt, Begründer der Spaziergangswissenschaft und 1982 Leiter der „documenta urbana“. 2006 folgte ein zweiter Band.

## Weblink
- Verlagshomepage